# 에어블루 202편 추락 사고
에어블루 202편 추락 사고(영어: Airblue Flight 202)는 이슬라마바드 베나지르 부토 국제공항 인근에서 에어 블루의 에어버스 A321이 착륙도중 추락하여 탑승 승객과 승무원 152명 전원이 사망한 사건이다.
2010년 7월 28일 에어버스 A321-231 제트 여객기가 이슬라마바드의 베나지르 부토 국제공항 북쪽에 있는 마르갈라 힐스에 추락하여 탑승객 146명과 승무원 6명 전원이 사망했다. 현재까지 파키스탄에서 발생한 가장 치명적인 항공 사고이자 에어버스 A321과 관련된 최초의 치명적인 충돌이다.
파키스탄 민간 항공국은 추락이 기장의 잘못된 비행 제어 입력으로 인해 발생했다고 밝혔다. 비행 내내 기장의 오만한 태도는 부기장의 자존감을 잃게 만들었고, 이로 인해 기장의 실수에 대해 발언할 가능성이 줄어들었고 유해한 작업 환경으로 인해 유의미한 승무원 자원 관리를 하지 못하는 결과를 낳았다.

## 같이 보기
- 아메리칸 항공 965편 추락 사고